# Three Shadows Photography Art Centre

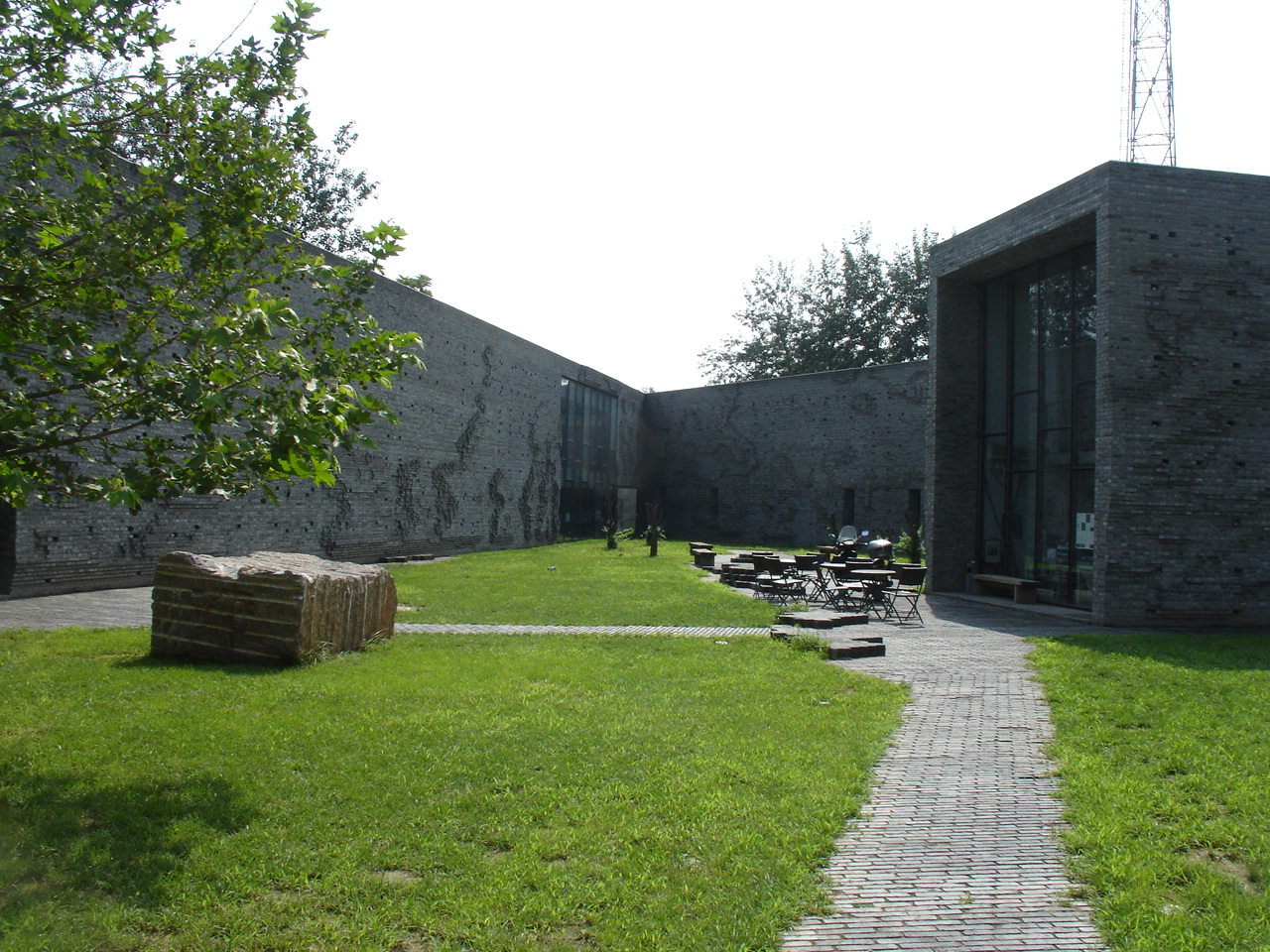
Three Shadows Photography Art Centre.

Three Shadows Photography Art Centre (kinesiska:
三影堂摄影艺术中心), är en fotokonsthall i Caochangdi i Peking i Kina.
Konstcentret grundades 2007 av den kinesiska fotografen Rong Rong och den japanska fotografen Inri som den första exklusiva fotografi- och videokonsthallen i Kina. Det är en ombyggd reparationsverkstad för fordon på 4.600 kvadratmeter med 880 kvadratmeter utställningsyta.  Det har ritats av Ai Weiweis arkitektkontor FAKE Design.